# Семенково (городской округ Клин)
Семенково — деревня в Клинском районе Московской области, в составе Нудольского сельского поселения. Население — 13 чел. (2010). До 2006 года Семенково входило в состав Нудольского сельского округа.
Деревня расположена на юго-западе района, примерно в 25 км к юго-западу от райцентра Клин, на правом берегу реки Нудоль, высота центра над уровнем моря 193 м. Ближайшие населённые пункты — Шарино с Украинкой на противоположном берегу реки и Алексейково на юго-востоке. У восточной окраины деревни проходит автодорога А108 (Московское большое кольцо).

## Население
| 2002 | 2006 | 2010 |
| ---- | ---- | ---- |
| 25   | ↘19  | ↘13  |